# Ptychomitrium nigrescens
Ptychomitrium nigrescens är en bladmossart som beskrevs av Roelof J.van der Wijk och Margadant 1959. Ptychomitrium nigrescens ingår i släktet atlantmossor, och familjen Ptychomitriaceae. Inga underarter finns listade i Catalogue of Life.